# Evan Craft
Evan Kenneth Craft (California, Estados Unidos; 18 de abril de 1991), es un cantante estadounidense de música cristiana contemporánea. Evan ha grabado música en español e inglés. Su segundo álbum de estudio, Yo Soy Segundo, logró posicionarse en la cima de la lista de Billboard Christian Latin Albums, el puesto número 10 en la lista de Latin Pop Albums y el puesto número 30 en la lista de Top Latin Albums. Ha sido nominado a varios premios.

## Biografía
Evan Craft nació en 1991 en Conejo Valley en el estado de California. Desde muy joven a la edad de 12 años aprendió a tocar la guitarra y a componer canciones, amplió sus estudios lingüísticos del español en universidades de España y Costa Rica.

## Carrera musical
Evan Craft comenzó a escribir canciones durante la escuela secundaria. En su primer álbum en español se unió a otros músicos como Sean y Ryan Cook y Nico Aranda, con los cuales realizó giras en las cuales predicó el evangelio en iglesias, escuelas y orfanatos españoles.
Craft en 2012 lanzó su primer álbum de estudio Giants, bajo el sello discográfico Dream Records.
En el mismo año, lanzó su primer álbum en español Yo Soy Segundo, distribuido por Universal. El álbum debutó en Estados Unidos en la cima de la lista de Billboard Latin Christian Albums, en el puesto número 10 en la lista de Latin Pop Albums y en el puesto número 30 en la lista de Top Latin Albums. En 2014, lanzó su tercer álbum de estudio, Jóvenes Somos.
En 2015, lanzó su quinto álbum de estudio, Principio y Fin, bajo el sello discográfico Essancy Music. El disco cuenta con la participación del cantante estadounidense Carlos Pena en la canción principal, también cuenta con otras colaboraciones de otros artistas como Danilo Montero, Ingrid Rosario, Seth Condrey y Lluvia Richards de Un Corazón. El álbum fue nominado en la edición de los GMA Dove Awards de 2016. En 2017, lanzó su séptimo álbum de estudio, Impulso, donde reúne a artistas como Marcos Witt, Alex Campos, Marcela Gándara, Funky, Redimi2, entre otros. El álbum fue nominado en la edición de los GMA Dove Awards de 2018. En diciembre de 2019, lanzó el sencillo bilingüe «Faith (Fe)» junto con Jordan Feliz.
En 2021, Craft lanzó su álbum doble Desesperado, con canciones como «Tu Señor», «Desesperado», entre otras. El álbum logró posicionarse en el puesto número 45 en la lista de Billboard Top Christian Albums. Asimismo, lanzó «Be Alright» con Danny Gokey y Redimi2 como sencillo. La canción debutó en el puesto número dos en las listas de Hot Christian Songs, el puesto número 19 en Christian Digital Song Sales, en el puesto número 5 en Christian Airplay y Christian AC y en el puesto número 9 en Christian Streaming Songs. Ganó en la categoría «álbum en español del año» en la edición de los GMA Dove Awards de 2021 por Desesperado. En 2022, lanzó una remezcla junto a KB y Sam Rivera.

## Vida personal
El 2 de marzo de 2021 publicó un video en su canal de YouTube en el cual se aprecia la petición de matrimonio a Rachel Jacoby. Se casó con Jacoby en septiembre del mismo año.

## Discografía
- Spotlight (2010)
- Giants (2012)[32]
- Yo Soy Segundo (2012)[33]
- Jóvenes Somos (2014)[34]
- Sesión Orgánica: Parte 1 (2015)
- Principio y Fin (2015)[35]
- Sesión Orgánica: Parte 2 (2016)
- Impulso (2017)
- Desesperado (2021)[36][37]
- Tierra Santa (2021)
- Holy Ground (2021)
- Chances (2023)
- Más Rico del Mundo (2023)

## Premios y nominaciones
| Premiación      | Año  | Categoría                          | Nominado/trabajo               | Resultado | Ref.   |
| --------------- | ---- | ---------------------------------- | ------------------------------ | --------- | ------ |
| GMA Dove Awards | 2016 | Álbum en español del año           | Principio y Fin                | Nominado  | [ 38 ] |
| GMA Dove Awards | 2018 | Canción grabada en español del año | «Lléname» (con Harold y Elena) | Nominado  | [ 39 ] |
| GMA Dove Awards | 2018 | Álbum en español del año           | Impulso                        | Nominado  | [ 39 ] |
| GMA Dove Awards | 2019 | Canción grabada en español del año | «Mi Casa Es Tu Casa»           | Nominado  | [ 40 ] |
| GMA Dove Awards | 2021 | Álbum en español del año           | Desesperado                    | Ganador   | [ 27 ] |
| GMA Dove Awards | 2022 | Canción del año                    | «Be Alright»                   | Nominado  | [ 41 ] |